# ما همه مرده‌ایم
ما همه مرده‌ایم (انگلیسی: All of Us Are Dead; کره‌ای: 지금 우리 학교는) یک مجموعه اینترنتی محصول کره جنوبی است. در این مجموعه  پارک جی هو، یون چان یونگ، چو یی هیون، لومون، یو این سو، لی یو می، کیم بیونگ چول، لی کیو هیونگ و جون به سو ایفای نقش کردند. این مجموعه دربارهٔ گروهی از دانش‌آموزان دبیرستانی در شهر خیالی هیوسان در کره جنوبی و تلاش آنها برای زنده ماندن در میان یک همه‌گیری زامبی است. این مجموعه برپایه وب‌تونی با همین نام در ناور وب‌تون اثر جو دونگ گون است که از سال ۲۰۰۹ تا ۲۰۱۱ منتشر شد. این مجموعه در دبیرستان دخترانه سونگ‌هی در آندونگ، کره جنوبی فیلم‌برداری شده است.
ما همه مرده‌ایم در ۲۸ ژانویه ۲۰۲۲ در نتفلیکس منتشر شد. پس از انتشار، این مجموعه بیش از ۴۷۴٫۲۶ میلیون ساعت در سی روز نخست در این پلتفرم تماشا شد. در ۶ ژوئن ۲۰۲۲، این مجموعه برای فصل دوم تمدید شد.
فصل دوم ما همه مرده‌ایم در سال ۲۰۲۶ منتشر خواهد شد.

## خلاصه داستان
پس از اینکه در یک آزمایش علمی خطایی رخ می‌دهد، یک مدرسهٔ محلی مورد هجوم زامبی‌ها قرار می‌گیرد و دانش‌آموزانی که در مدرسه گیر افتاده‌اند، باید برای بقا مبارزه کنند. در نبود آب و غذا و قطع شدن ارتباطات توسط دولت، آنها باید از امکانات مدرسه برای حفاظت از خودشان در میانهٔ میدان نبرد استفاده کنند وگرنه تبدیل به زامبی می‌شوند.

## بازیگران و شخصیت‌ها

### اصلی
- پارک جی هو در نقش نام اون جو[۱۰]
- یون چان یونگ در نقش لی چونگ سان[۱۰]
- چو یی هیون در نقش چوی نام را[۱۰]
- لومون در نقش لی سو هیوک[۱۰]
- یو این سو در نقش یون گی نام[۱۰]
- لی یو می در نقش لی نا یون[۱۰]
- کیم بیونگ چول در نقش لی بیونگ چان[۱۱]
- لی کیو هیونگ در نقش سونگ جه ایک[۱۲]
- جون به سو در نقش نام سو جو

## تولید

### توسعه
در ۱۲ آوریل ۲۰۲۰، نتفلیکس از طریق یک خبر رسمی اعلام کرد که جی‌تی‌بی‌سی استودیوز و فیلم مانستر یک مجموعه به نام ما همه مرده‌ایم تولید خواهند کرد که بر پایهٔ وب‌تون مشهور اکنون در مدرسهٔ ما است.

### بازیگران
در ۱۹ آوریل ۲۰۲۰، حضور یون چان یونگ برای بازی در این مجموعه به عنوان یکی از دانش آموزان تأیید شد. پارک جی هو در ۲۲ آوریل به گروه بازیگران اصلی پیوست. در ۱ ژوئیه، چو یی هیون، لومون و یو این سو رسماً به آنها پیوستند.

### فیلم‌برداری
تولید این مجموعه در اوت ۲۰۲۰ به دلیل شیوع مجدد دنیاگیری کووید-۱۹ در کره جنوبی، موقتاً متوقف شد.